# 神奈川県第10区
神奈川県第10区（かながわけんだい10く）は、日本の衆議院議員総選挙における選挙区。1994年（平成6年）の公職選挙法改正で設置。

## 区域

### 現在の区域
2022年（令和4年）公職選挙法改正以降の区域は以下のとおりである。中原区全域が18区に移行した。
- 川崎市
  - 川崎区
  - 幸区

### 2017年から2022年までの区域
2017年（平成29年）公職選挙法改正から2022年の小選挙区改定までの区域は以下のとおりである。2017年の区割り変更により、中原区井田三舞町・井田杉山町の区域が18区に移行した。
- 川崎市
  - 川崎区
  - 幸区
  - 中原区（丸子・小杉・玉川の各地区および住吉地区の大部）[5]
    - 新丸子町、新丸子東1〜3丁目、丸子通1・2丁目、上丸子山王町1・2丁目、上丸子八幡町、上丸子天神町、小杉町1〜3丁目、小杉御殿町1・2丁目、小杉陣屋町1・2丁目、等々力、木月1〜4丁目、西加瀬、木月祗園町、木月伊勢町、木月大町、木月住吉町、苅宿、大倉町、市ノ坪、今井上町、今井仲町、今井南町、今井西町、井田1〜3丁目、井田中ノ町、上平間、田尻町、北谷町、中丸子、下沼部、上丸子、小杉

川崎市内でも川崎駅や臨海部があるため、ベッドタウンというだけでなく、商工業が大いに発展している地域でもある。また、近隣の3区や18区が2つの区を1つの選挙区にしているのに対し、3つの区をまとめているため選挙区人口が多い。

### 2013年から2017年までの区域
2013年（平成25年）公職選挙法改正から2017年の小選挙区改定までの区域は以下のとおりである。2013年の区割変更に伴い、中原区大戸地区が10区から18区に移行した。
- 川崎市
  - 川崎区
  - 幸区
  - 中原区（丸子・小杉・住吉・玉川の各地区）[7]
    - 新丸子町、新丸子東1〜3丁目、丸子通1・2丁目、上丸子山王町1・2丁目、上丸子八幡町、上丸子天神町、小杉町1〜3丁目、小杉御殿町1・2丁目、小杉陣屋町1・2丁目、等々力、木月1〜4丁目、西加瀬、木月祇園町、木月伊勢町、木月大町、木月住吉町、苅宿、大倉町、市ノ坪、今井上町、今井仲町、今井南町、今井、今井西町、井田1〜3丁目、井田三舞町、井田杉山町、井田中ノ町、上平間、田尻町、北谷町、中丸子、下沼部、上丸子、小杉

### 2013年以前の区域
1994年（平成6年）公職選挙法改正から2013年の小選挙区改定までの区域は以下のとおりである。
- 川崎市
  - 川崎区
  - 幸区
  - 中原区

## 歴史
中選挙区制時代には、全域が神奈川県第2区に属した。
1996年（平成8年）には新進党の永井英慈が当選し、自由民主党の田中和徳と日本共産党の中路雅弘が比例復活した。2000年（平成12年）から田中が当選を重ねたが、2009年（平成21年）には民主党の城島光力が当選。2012年（平成24年）の第46回衆議院議員総選挙では田中が当選し、現職の財務大臣であった城島が比例復活も出来ずに落選した。2014年（平成26年）も田中が当選した。2017年（平成29年）も田中が当選したが、一定の影響力を持つ社民党神奈川県連などの支持を受けた共産党の畑野君枝の比例復活を許した。2021年（令和3年）は維新はかつて城島の秘書を務めていた金村龍那を擁立、3野党の票が分散した結果、田中が安定した選挙戦で当選。3野党では共産党の畑野だけが比例復活できなかったという結果になった。2024年（令和6年）は田中が当選したものの金村が前回より田中との票差を縮めて比例復活で再選した。

## 小選挙区選出議員
| 選挙名                 | 年     | 当選者   | 党派       |
| ---------------------- | ------ | -------- | ---------- |
| 第41回衆議院議員総選挙 | 1996年 | 永井英慈 | 新進党     |
| 第42回衆議院議員総選挙 | 2000年 | 田中和徳 | 自由民主党 |
| 第43回衆議院議員総選挙 | 2003年 | 田中和徳 | 自由民主党 |
| 第44回衆議院議員総選挙 | 2005年 | 田中和徳 | 自由民主党 |
| 第45回衆議院議員総選挙 | 2009年 | 城島光力 | 民主党     |
| 第46回衆議院議員総選挙 | 2012年 | 田中和徳 | 自由民主党 |
| 第47回衆議院議員総選挙 | 2014年 | 田中和徳 | 自由民主党 |
| 第48回衆議院議員総選挙 | 2017年 | 田中和徳 | 自由民主党 |
| 第49回衆議院議員総選挙 | 2021年 | 田中和徳 | 自由民主党 |
| 第50回衆議院議員総選挙 | 2024年 | 田中和徳 | 自由民主党 |

## 選挙結果
時の内閣：第1次石破内閣 解散日：2024年10月9日 公示日：2024年10月15日
当日有権者数：33万442人 最終投票率：51.73% （全国投票率：53.85%（2.08%））
| 当落 | 候補者名 | 年齢 | 所属党派     | 新旧 | 得票数   | 得票率 | 惜敗率 | 推薦・支持                 | 重複 |
| ---- | -------- | ---- | ------------ | ---- | -------- | ------ | ------ | -------------------------- | ---- |
| 当   | 田中和徳 | 75   | 自由民主党   | 前   | 57,380票 | 34.65% | ――     | 公明党推薦                 |      |
| 比当 | 金村龍那 | 45   | 日本維新の会 | 前   | 51,121票 | 30.87% | 89.09% |                            | ○    |
|      | 鈴木光貴 | 42   | 立憲民主党   | 新   | 39,409票 | 23.80% | 68.68% | 社会民主党神奈川県連合推薦 | ○    |
|      | 片柳進   | 47   | 日本共産党   | 新   | 17,700票 | 10.69% | 30.85% |                            |      |

- 鈴木敦は参政党公認で比例南関東ブロック単独で当選。

時の内閣：第1次岸田内閣 解散日：2021年10月14日 公示日：2021年10月19日
当日有権者数：47万746人 最終投票率：55.04%（前回比：5.19%） （全国投票率：55.93%（2.25%））
| 当落 | 候補者名 | 年齢 | 所属党派     | 新旧 | 得票数    | 得票率 | 惜敗率 | 推薦・支持 | 重複 |
| ---- | -------- | ---- | ------------ | ---- | --------- | ------ | ------ | ---------- | ---- |
| 当   | 田中和徳 | 72   | 自由民主党   | 前   | 104,832票 | 41.39% | ――     | 公明党推薦 | ○    |
| 比当 | 金村龍那 | 42   | 日本維新の会 | 新   | 69,594票  | 27.48% | 66.39% |            | ○    |
|      | 畑野君枝 | 64   | 日本共産党   | 前   | 48,839票  | 19.28% | 46.59% |            | ○    |
| 比当 | 鈴木敦   | 32   | 国民民主党   | 新   | 30,013票  | 11.85% | 28.63% |            | ○    |

時の内閣：第3次安倍第3次改造内閣 解散日：2017年9月28日 公示日：2017年10月10日
当日有権者数：45万7492人 最終投票率：49.85%（前回比：2.03%） （全国投票率：53.68%（1.02%））
| 当落 | 候補者名 | 年齢 | 所属党派   | 新旧 | 得票数    | 得票率 | 惜敗率 | 推薦・支持                 | 重複 |
| ---- | -------- | ---- | ---------- | ---- | --------- | ------ | ------ | -------------------------- | ---- |
| 当   | 田中和徳 | 68   | 自由民主党 | 前   | 113,824票 | 51.46% | ――     | 公明党推薦                 | ○    |
|      | 市川佳子 | 53   | 希望の党   | 新   | 58,053票  | 26.25% | 51.00% |                            | ○    |
| 比当 | 畑野君枝 | 60   | 日本共産党 | 前   | 49,305票  | 22.29% | 43.32% | 社会民主党神奈川県連合支持 | ○    |

- 市川は2019年の神奈川県議会議員選挙（川崎市幸区選挙区）に立憲民主党公認で立候補し当選。

時の内閣：第2次安倍改造内閣 解散日：2014年11月21日 公示日：2014年12月2日
当日有権者数：44万652人 最終投票率：51.88%（前回比：6.64%） （全国投票率：52.66%（6.66%））
| 当落 | 候補者名 | 年齢 | 所属党派   | 新旧 | 得票数    | 得票率 | 惜敗率 | 推薦・支持 | 重複 |
| ---- | -------- | ---- | ---------- | ---- | --------- | ------ | ------ | ---------- | ---- |
| 当   | 田中和徳 | 65   | 自由民主党 | 前   | 114,564票 | 52.20% | ――     | 公明党推薦 | ○    |
|      | 城島光力 | 67   | 民主党     | 元   | 66,897票  | 30.48% | 58.39% |            | ○    |
|      | 中野智裕 | 56   | 日本共産党 | 新   | 38,025票  | 17.32% | 33.19% |            |      |

時の内閣：野田第3次改造内閣 解散日：2012年11月16日 公示日：2012年12月4日
当日有権者数：49万2394人 最終投票率：58.52%（前回比：6.94%） （全国投票率：59.32%（9.96%））
| 当落 | 候補者名   | 年齢 | 所属党派     | 新旧 | 得票数    | 得票率 | 惜敗率 | 推薦・支持   | 重複 |
| ---- | ---------- | ---- | ------------ | ---- | --------- | ------ | ------ | ------------ | ---- |
| 当   | 田中和徳   | 63   | 自由民主党   | 前   | 104,994票 | 37.47% | ――     | 公明党推薦   | ○    |
|      | 城島光力   | 65   | 民主党       | 前   | 61,255票  | 21.86% | 58.34% | 国民新党推薦 | ○    |
|      | 久米英一郎 | 47   | みんなの党   | 新   | 44,493票  | 15.88% | 42.38% |              | ○    |
|      | 石川輝久   | 62   | 日本維新の会 | 新   | 44,185票  | 15.77% | 42.08% |              | ○    |
|      | 中野智裕   | 54   | 日本共産党   | 新   | 25,310票  | 9.03%  | 24.11% |              |      |

時の内閣：麻生内閣 解散日：2009年7月21日 公示日：2009年8月18日
当日有権者数：48万4482人 最終投票率：65.46% （全国投票率：69.28%（1.77%））
| 当落 | 候補者名 | 年齢 | 所属党派   | 新旧 | 得票数    | 得票率 | 惜敗率 | 推薦・支持 | 重複 |
| ---- | -------- | ---- | ---------- | ---- | --------- | ------ | ------ | ---------- | ---- |
| 当   | 城島光力 | 62   | 民主党     | 元   | 152,921票 | 49.26% | ――     |            | ○    |
| 比当 | 田中和徳 | 60   | 自由民主党 | 前   | 118,641票 | 38.22% | 77.58% |            | ○    |
|      | 笠木隆   | 62   | 日本共産党 | 新   | 33,134票  | 10.67% | 21.67% |            | ○    |
|      | 島崎隆一 | 53   | 幸福実現党 | 新   | 5,746票   | 1.85%  | 3.76%  |            |      |

- 城島は前回までは東京13区で活動（「城島正光」名義）。

時の内閣：第2次小泉改造内閣 解散日：2005年8月8日 公示日：2005年8月30日 最終投票率：64.41% （全国投票率：67.51%（7.65%））
| 当落 | 候補者名 | 年齢 | 所属党派   | 新旧 | 得票数    | 得票率 | 惜敗率 | 推薦・支持 | 重複 |
| ---- | -------- | ---- | ---------- | ---- | --------- | ------ | ------ | ---------- | ---- |
| 当   | 田中和徳 | 56   | 自由民主党 | 前   | 160,669票 | 56.44% | ――     |            | ○    |
|      | 計屋圭宏 | 60   | 民主党     | 前   | 89,025票  | 31.27% | 55.41% |            | ○    |
|      | 笠木隆   | 58   | 日本共産党 | 新   | 34,971票  | 12.28% | 21.77% |            | ○    |

時の内閣：第1次小泉第2次改造内閣 解散日：2003年10月10日 公示日：2003年10月28日 （全国投票率：59.86%（2.63%））
| 当落 | 候補者名 | 年齢 | 所属党派   | 新旧 | 得票数    | 得票率 | 惜敗率 | 推薦・支持 | 重複 |
| ---- | -------- | ---- | ---------- | ---- | --------- | ------ | ------ | ---------- | ---- |
| 当   | 田中和徳 | 54   | 自由民主党 | 前   | 114,766票 | 48.12% | ――     |            | ○    |
| 比当 | 計屋圭宏 | 58   | 民主党     | 新   | 89,752票  | 37.63% | 78.20% |            | ○    |
|      | 笠木隆   | 57   | 日本共産党 | 新   | 34,003票  | 14.26% | 29.63% |            | ○    |

時の内閣：第1次森内閣 解散日：2000年6月2日 公示日：2000年6月13日 （全国投票率：62.49%（2.84%））
| 当落 | 候補者名 | 年齢 | 所属党派   | 新旧 | 得票数   | 得票率 | 惜敗率 | 推薦・支持 | 重複 |
| ---- | -------- | ---- | ---------- | ---- | -------- | ------ | ------ | ---------- | ---- |
| 当   | 田中和徳 | 51   | 自由民主党 | 前   | 94,183票 | 39.58% | ――     |            | ○    |
| 比当 | 永井英慈 | 63   | 民主党     | 前   | 87,775票 | 36.89% | 93.20% |            | ○    |
|      | 笠木隆   | 53   | 日本共産党 | 新   | 48,812票 | 20.51% | 51.83% |            | ○    |
|      | 兼平健吾 | 39   | 自由連合   | 新   | 7,180票  | 3.02%  | 7.62%  |            |      |

時の内閣：第1次橋本内閣 解散日：1996年9月27日 公示日：1996年10月8日 （全国投票率：59.65%（8.11%））
| 当落 | 候補者名 | 年齢 | 所属党派   | 新旧 | 得票数   | 得票率 | 惜敗率 | 推薦・支持 | 重複 |
| ---- | -------- | ---- | ---------- | ---- | -------- | ------ | ------ | ---------- | ---- |
| 当   | 永井英慈 | 59   | 新進党     | 前   | 70,276票 | 31.21% | ――     |            |      |
| 比当 | 田中和徳 | 47   | 自由民主党 | 新   | 68,892票 | 30.60% | 98.03% |            | ○    |
| 比当 | 中路雅弘 | 70   | 日本共産党 | 元   | 48,488票 | 21.53% | 69.00% |            | ○    |
|      | 柴田久史 | 37   | 民主党     | 新   | 35,101票 | 15.59% | 49.95% |            | ○    |
|      | 岩城伸明 | 34   | 自由連合   | 新   | 2,406票  | 1.07%  | 3.42%  |            | ○    |